# Friedrich Ferdinand Droste zu Füchten
Friedrich Ferdinand Droste zu Füchten (* 5. Juli 1719; † 24. Oktober 1770 in Paderborn) war Domdechant in Münster und Domherr in Paderborn.

## Leben

### Herkunft und Familie
Friedrich Ferdinand Droste zu Füchten wuchs als Sohn des Ernst Dietrich Anton von Droste zu Füchten und dessen Gemahlin Ursula Sibylla von Plettenberg zu Lenhausen zusammen mit seinen Brüdern Friedrich Wilhelm (1712–1753) und Caspar Ferdinand (1713–1774) in der westfälischen Adelsfamilie Droste zu Füchten auf.
Sie waren die Neffen des Ministers Ferdinand von Plettenberg.

### Wirken
Nach einem Jurastudium in Würzburg gelangte er im Jahre 1741 durch den Verzicht seines Bruders Friedrich Wilhelm in den Besitz der Paderborner Dompräbende. 1746 verzichtete Friedrich Wilhelm zu seinem Gunsten in Münster. Am 18. Juli 1760 optierte er das Archidiakonat Stadtlohn, das er bis zu seiner Wahl zum Domdechanten in Münster am 10. Juli 1770 beibehielt.